# خانه پاکدل
خانه پاکدل مربوط به دوره قاجار است و در یزد، خیابان مسجد جامع کبیر، جنب بقعه سید رکن الدین واقع شده و این اثر در تاریخ ۹ اردیبهشت ۱۳۸۲ با شمارهٔ ثبت ۸۵۳۵ به‌عنوان یکی از آثار ملی ایران به ثبت رسیده است.